# Visoka voda
Visoka voda je dobesedni prevod italijanskega izraza »acqua alta« (). Izhaja iz beneščine, kjer pomeni enostavno »plima«, in pomeni poplava zaradi izredne plime. Visoka voda se občasno pojavlja v severnem Jadranskem morju in je predvsem razvidna v Beneški laguni, kjer poplavlja Benetke in Chioggio, in včasih doseže tudi Gradež in Trst. Nastaja predvsem jeseni in spomladi, ko piha jugo ali burja, ki zavirata normalni odtok vode pri plimovanju.

## Naravni vzroki
Plimovanje oziroma bibavica je odvisna od treh vrst činiteljev: astronomskih in meteoroloških (za nastanek) ter vrste stoječega valovanja, imenovanega sejš (za razvoj). Astronomski vzroki, v glavnem gravitacijska sila in geografija, so nespremenljivi podatki, ki dovoljujejo predvidevanje plimovanja tudi za leta vnaprej. Meteorološki faktorji pa, kot so recimo temperatura, padavine in vetrovi, se za dolga obdobja predvidevajo le statistično in se njih zanesljivost občutno manjša s časovno oddaljenostjo. Sejš je pojav vodoravnega premikanja vodne površine v določenem prostoru in je odvisen predvsem od zračnega tlaka.
Medtem ko se vpliv gravitacijske sile periodično ponavlja vsakih 24 ur, se sejš obnavlja vsakih 21-22 ur. Njegova amplituda je približno 0,5 m. Ko pojava sovpadata, je to glavni pogoj za nastanek visoke vode. Za obseg pojava so pri tem odločilni meteorološki vplivi.

## Lega in posebnost Benetk
Visoka voda je pojav, ki je znan po vsem severnem Jadranu, a je najbolj razviden v mestu Benetke. Prvič zato, ker je tu dejansko vpliv visoke vode najmočnejši, saj poteka sejš, ki ta pojav povzroča, vzporedno z Apeninsko obalo v smeri jugovzhod-severozahod in torej prispe v Beneško laguno povsem pravokotno, medtem ko Istrski polotok prepreči neposredno oblivanje Tržaških obal. Razen tega ležijo Benetke v laguni, ki je skoraj zaprto območje, saj jo veže z odprtim morjem le troje »vrat«, kot domačini imenujejo morske ožine med otoki; ko pihajo močni vetrovi z juga ali s severovzhoda, povečajo pritok vode v laguno in ovirajo iztok. A ti pogoji so obstajali tudi v preteklosti, ko Benetke še niso imele problemov. Pravi vzrok pogrezanja Benetk in posredno tudi vzrok visoke vode je naravna subsidenca, to je ugrezanje tal, na katerih je mesto zgrajeno, in evstatizem, to je dviganje morske gladine zaradi segrevanja planeta.
Toda glavni vzrok propadanja je treba iskati v človeških posegih. Industrijska cona Benetk, Porto Marghera, je bila ustvarjena z zasipom dela lagune, s čimer se je prostornina lagune občutno zmanjšala. Po drugi strani so bila ena od »vrat« močno razširjena za lažji dostop velikih ladij (tankerjev) v pristanišče, kar omogoča večji priliv morja v laguno. Prekomerno izkoriščanje vodnih žil za potrebe industrije pa je pripomoglo k ugrezanju ozemlja. 
Porto Marghera ni edini nepremišljen človeški poseg v to občutljivo področje. Skozi vse 20. stoletje so se vrstili gradbeni objekti, ki niso spoštovali občutljivega ravnovesja sil v Beneški laguni. Občinski Zavod za Predvidevanje Plimovanja ugotavlja, da se je mesto od leta 1897 do leta 2009 pogreznilo za 25 cm, od katerih je naravna elastičnost pridobila le 2 cm. Vzroke naj bi bilo pripisati dvigu morske gladine (9 cm), naravnemu pogrezanju tal (3 cm) in pogrezanju zaradi človeškega posega (13 cm) .

## Praktična obramba
Visoka voda ni morebitna nezgoda, ki se utegne pripetiti, in ni znanstvenofantastični prikaz planetarne bodočnosti. Je realna vsakdanjost Benetk, s katero se morajo prebivalci redno soočati. Za to so predvideni razni posegi, ki se turistom zdijo čudni ali pretirani, a so samo odsev normalnega življenja v laguni.
Leta 1897 je bila v Benetkah ustanovljena opazovalnica na rtu Punta della Salute, kjer je bila določena »točka 0«, to je dogovorjena nadmorska višina 0 m, ki je povprečna višina morske gladine. Ko morje poplavi beneške trge, se postavijo suhe steze, ki so leseni prehodi za pešce. Ko višina vode doseže ali prestopi +110 cm (= 110 cm nad »točko 0«), je govora o visoki vodi in stopi v veljavo obveščevalni sistem. Če je predvideno nadaljnje naraščanje vode, so registrirani uporabniki telefonsko obveščeni. Pri višini +120 se odstranijo suhe steze, ki bi sicer zaplavale, in ni več suhih prehodov, pešci lahko samo bredejo. Kot določa Zavod za Predvidevanje Plimovanja, je visoka voda »izredna« pri +140 cm.
V sistem obveščanja spadajo tudi sirene na strateških mestih, ki tri ure pred plimo opomnejo prebivalstvo z dvema zvokoma. Prvi pomeni, da se bliža visoka voda, drugi z določenim zaporedjem pove predvideno višino (>110 cm, >120 cm, >130 cm ali >140 cm). Razen tega Občinski Zavod posreduje predvidenja preko tiska, letakov, zaslonov na dotik pri nekaterih trafikah, interneta, elektronskih informacijskih tabel na vidnih mestih in s pomočjo telefonske tajnice z registriranim sporočilom.

## Zgodovina
Za časa Beneške republike je bilo zadolženo za preučevanje plimovanja Ministrstvo za vode, ki je pod raznimi imeni delovalo še dolgo po zatonu slavne pomorske republike, dokler ga niso ukinili pod Kraljevino Italijo leta 1866. Izredno visoka voda iz leta 1867 (+153) je pa prepričala vlado o potrebi študijskega centra in opazovalnice, ki je bila zato ustanovljena leta 1871. Od tedaj ustanova redno preučuje in registrira plimovanje v laguni.
Prvi zapis o visoki vodi sega v leto 589 , ko so istočasno prestopile bregove vse reke od Tilmenta do Pada. Poplave Benetk so prvič zapisane leta 782 in si nato redno sledijo skozi vso zgodovino. V sodobnih časih, v letih od 1926 do 1965 je laguna doživela 43 visokih vod nad +110 cm in od leta 1966 do 2008 kar 160, 12 od teh nad nivojem +140. Najbolj katastrofalna visoka voda je iz leta 1966, ko je morje naraslo do +194 cm. 

Leta 1987 je bil ustanovljen projekt ohranitvenih del Beneške lagune, to je skupek različnih podvigov, ki naj bi zavarovali laguno. Sistem se imenuje MOSE (MOdulo Sperimentale Elettromeccanico) in predvideva, med drugim, postavitev premičnih valobranov na treh »vratih« lagune. Dela so se pričela leta 2003 in so še v teku. Vzporedno z gradnjo premičnih in skalnatih valobranov potekajo ostala dela, ki jih sistem MOSE vključuje, kot na primer utrditev obalnih terenov. Doslej (2009) je bilo obnovljenih 45 km obale in 8 km peščenih nasipov, medtem ko je bilo utrjenih 11 km predmestnih pomolov in 20 km starega zunanjega »obzidja« imenovanega murazzi. Predvidena je tudi sanacija industrijske cone Porto Marghera z odstranitvijo nakopičenih odpadnih materialov, utrditvijo terena in impregnacijo kanalov. Najbolj zahteven poseg v sklopu projekta je povišanje kopnih cestišč in trgov v vsej laguni, predvsem v Benetkah in Chioggi, do višine +110 cm, kar je zaradi edinstvene arhitektonike teh mest izredno težavno. Če bo država redno nadaljevala s finansiranjem, bo sistem MOSE zaključen leta 2014. Strošek celotnega sistema posegov bo predvidoma najmanj 4.273 milijonov evrov; je najobširnejši sanacijski program v zgodovini Italije.